# Фараджева, Кюбра Яхья кызы
Кюбра Яхья кызы Фараджева (азерб. Kübra Yəhya qızı Fərəcova; 16 мая 1907, Губа, Бакинская губерния — октябрь 1988, Баку) — советский хозяйственный, государственный и политический деятель.

## Биография
Родилась в 1907 году в Кубе. Член ВКП(б).
С 1938 года — на хозяйственной, общественной и политической работе. В 1938—1980 гг. — заместитель народного комиссара здравоохранения Азербайджанской ССР, инструктор ЦК КП(б) Азербайджана, и. о. секретаря, секретарь Президиума Верховного Совета Азербайджанской ССР, министр здравоохранения Азербайджанской ССР, директор Научно-исследовательского института охраны материнства и детства имени Н. К. Крупской.
Избиралась депутатом Верховного Совета СССР 2-го созыва.
Умерла в 1988 году в Баку.

## Увековечение памяти
Имя Кюбры Фараджевой присвоено бакинскому НИИ педиатрии.